# Квинслендская консерватория

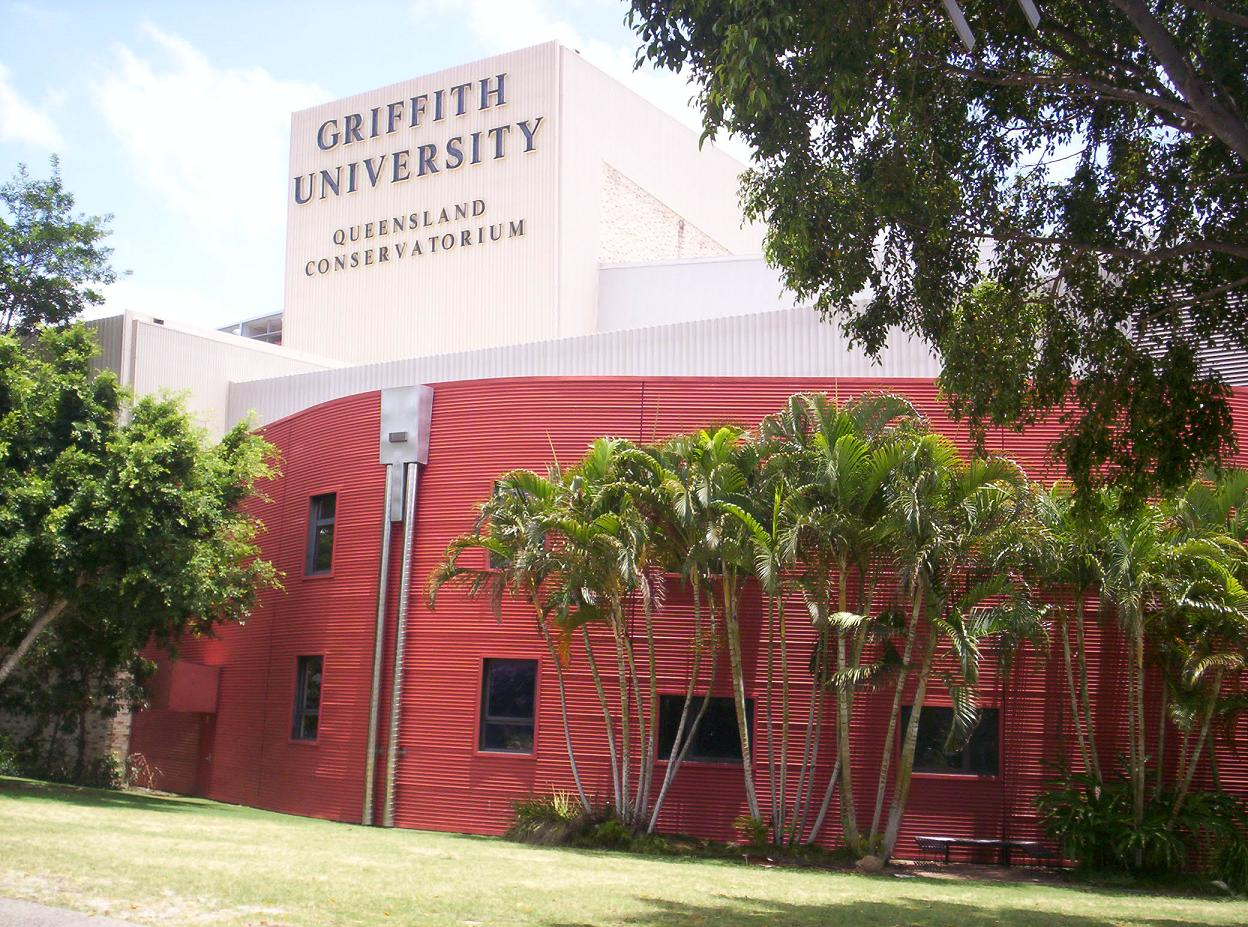

Квинслендская консерватория (англ. Queensland Conservatorium Griffith University) — высшее музыкальное учебное заведение, расположенное в Брисбене, столице австралийского штата Квинсленд.
Открылась в 1957 году. В конце 1980-х гг. организационно вошла в состав Университета Гриффита. В 1996 году въехала в своё нынешнее здание. Среди дальнейших существенных вех развития консерватории — открытие в 1999 году бакалавриата по популярной музыке и в 2003 году — исследовательского центра. Концертный зал консерватории вмещает 727 слушателей и используется также как малая сцена Квинслендской оперы.

## Выпускники
- Персоналии:Квинслендская консерватория